# العشاره
العشارة (به عربی: العشارة) یک منطقهٔ مسکونی در سوریه است که در استان دیرالزور واقع شده‌است.

## خصوصیات
العشارة ۱۷٬۵۳۷ نفر جمعیت دارد.